# Micro-région de Sarkad
La micro-région de Sarkad (en hongrois : sarkadi kistérség) est une micro-région statistique hongroise rassemblant plusieurs localités autour de Sarkad.